# Бассанте, Бартоломео
Бартоломео Бассанте или Пассанте (итал. Bartolomeo Вassante, Bartolomeo Рassante; 1618, Бриндизи −1648, Неаполь) — итальянский живописец периода барокко неаполитанской школы. Караваджист.
Бассанте родился в Бриндизи, Апулия. В 1629 году он приехал в Неаполь, где, вероятно, учился у Хосе де Риберы, но, согласно другим документам, он часто посещал студию некоего Пьетро Беато, женившись в 1636 году на его племяннице Анджеле Формичелле.
Караваджистский стиль его живописи считается близким к стилю Риберы, а также Массимо Станционе и Агостино Бельтрано, у которых он, вероятно, также учился во время своего пребывания у Беато. Бартоломео Бассанте до конца своих дней жил и работал в Неаполе.
Ранее Бассанте отождествляли с «Мастером благовестия пастухам», последний трудился в Неаполе в середине XVII века. Ныне эта версия отвергается специалистами, учитывая короткую продолжительность жизни Бассанте, согласно документам, датирующим его смерть 1648 годом.
Известны две подписных работы Бассанте — «Поклонение пастухов» в Прадо (Мадрид) и «Мистическое обручение святой Екатерины» в частной коллекции в Неаполе. Другие хранятся в разных музеях Европы.
- Поклонение пастухов. 1630-е. Холст, масло. Прадо, Мадрид
- Поклонение пастухов («мастер благовестия пастухам» ?). Между 1630 и 1635. Холст, масло. Музей искусств Сан-Пауло, Бразилия
- Благовестие пастухам (приписывается?). Между 1625 и 1630. Холст, масло. Музей Каподимонте, Неаполь